# زاهده عباسیه
زاهده عبّاسیّه (۱۲۷۹-۱۳۲۸م) (نسب: زاهده بنت محمد بن مبارک بن مستعصم) امیربانوی عباسی، شاعر، ادیب و بانوی فقیه بود که به تقوا، پرهیزگاری و نیکوکاری شهرت داشت. مدرسه‌ای در عمادیهٔ بغداد به نام «مدرسهٔ زاهدیه» بنیان کرد؛ شاعران و عالمان در خانه‌اش گرد می‌آمدند تا به بیان دیدگاه‌های خود بپردازند. زاهده با پسرعمویش عمادالدین ازدواج کرد.